# شیرموز

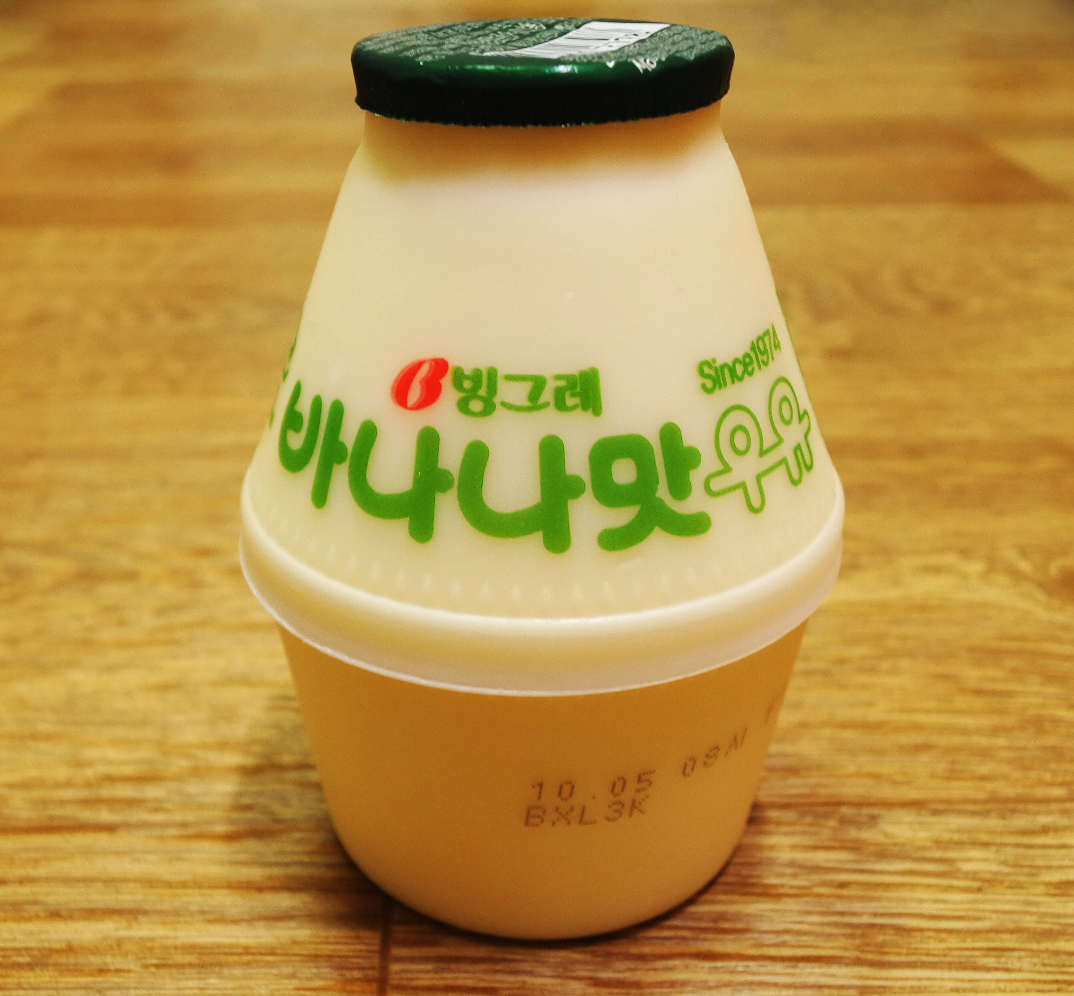
این عکس نوعی شیر موز است که شبیه دسر تولید شده.

شیر موز یک نوشیدنی سرد است که از مخلوط شیر و موز ساخته می‌شود. شیر موز را می‌توان با پسته، بادام، گردو و بستنی مخلوط کرد و نوشید.

## طرز تهیه شیرموز
شیر، خرده‌های یخ، موز خرد شده و شکر را داخل میکسر بریزید و بزنید تا یکدست شود سپس سرو کنید. می‌توانید به جای شکر از مقداری خرمای بدون پوست و هسته استفاده کنید، همچنین می‌توانید مقداری پودر دارچین یا چند قطره اسانس وانیل به شیر موز اضافه کنید. استفاده از یخ برای دادن طعم بهتر و بافت کش دار به شیر موز است و می‌توانید استفاده نکنید، برای تهیه شیر موز تمام مواد باید سرد باشند، شیر موز را پس از آماده شدن سریع مصرف کنید تا ترش نشود.

## مواد مغذی
یک لیوان شیر موز با یک دوم پیمانه موز خرد شده و یک پیمانه شیر کم چرب تهیه می‌شود و تنها ۱۶۰ کالری دارد. شیر موز منبع خوبی از فیبرها و پروتئین‌های سالم است. موز ۹ گرم فیبر و یک گرم پروتئین دارد در حالیکه شیر حاوی ۸ گرم پروتئین است و فیبری ندارد.

## مواد معدنی
شیر منبع خوبی از کلسیم، پتاسیم، فسفر و منیزیم است. یک پیمانه شیر کم چرب حاوی ۲۹ درصد از نیاز روزانه شما به کلسیم و ۱۱ درصد نیاز روزانه به پتاسیم است. موز نیز حاوی پتاسیم است و می‌تواند ۱۱ درصد از نیاز روزانه شما را تأمین کند. کلسیم برای داشتن استخوان‌هایی سالم ضروری است. پتاسیم برای داشتن قلبی سالم مهم است و نقش بسیار مهمی در عملکرد ماهیچه‌ها و سیستم گوارشی باز می‌کند.

## ویتامین‌ها
یک پیمانه شیر، ۵۴ درصد از نیاز روزانه شما به ویتامین B12 را تأمین خواهد کرد. کمبود این ویتامین می‌تواند منجر به ایجاد مشکلاتی همچون کم خوابی، خستگی مفرط، یبوست و افسردگی شود. شیر همچنین حاوی مقادیر اندکی از ویتامین A و C است. موز ۱۰ درصد از نیاز روزانه شما به ویتامین C را تأمین می‌کند. این ویتامین برای حفظ و نگهداری سلامت سیستم ایمنی بدن مهم است.

## شیرموز برای کاهش و افزایش وزن
اگرچه بیشتر افراد در مورد مزایای شیر موز برای سلامتی آگاهی دارند اما از آن چشم پوشی می‌کنند زیرا فکر می‌کنند که مصرف شیر موز می‌تواند باعث افزایش وزن شود. این موضوع در واقع صحیح نیست. وجود مواد معدنی که در بالا نیز به آن‌ها اشاره کردیم می‌تواند به بدن انسان کمک کند. شما می‌توانید از مزایای موز برای بدن استفاده کنید.

### کاهش وزن سالم
یک عدد موز بزرگ به تنهایی حاوی ۱۰۸ کالری و ۱۷٫۵ گرم کربوهیدرات است که برای عملکرد صحیح بدن ضروری است. از آنجایی که موز سرشار از ویتامین‌ها، مواد معدنی و فیبر است، به شما کمک می‌کند کمتر گرسنه شوید. همین امر نیز باعث می‌شود کمتر غذا بخورید. موز همچنین شاخص گلیسمی بسیار پایینی دارد و می‌تواند سطح قند خون را تنظیم کند.

### افزایش وزن سالم
از آنجایی که موز مقادیر خوبی کالری دارد می‌توانید از آن برای افزایش وزن استفاده کنید. موز همچنین حاوی ویتامین B12 است و می‌تواند گردش خون را بهبود ببخشد.
استفاده از شیر موز برای کاهش وزن یا افزایش وزن کاملاً به ترکیب نهایی شما بستگی دارد، اگر از شیر کم چرب به همراه مواد سالم و کم کالری استفاده کنید پس شیر موز بهترین اسموتی برای کنترل وزن است و اگر از شیر پرچرب در کنار افزودنی‌های پرکالری استفاده کنید پس شیر موز یک اسموتی پرکالری است که می‌تواند در افزایش وزن‌تان مؤثر باشد.